# Mikael Ingebrigtsen
Mikael Norø Ingebrigtsen (Tromsø, 21 luglio 1996) è un calciatore norvegese, centrocampista dell'Omonia.

## Carriera

### Club
Ingebrigtsen ha giocato nelle giovanili del Tromsø, per esordire in prima squadra in data 24 aprile 2014, schierato titolare nel pareggio per 0-0 maturato sul campo del Mjølner, sfida valida per il primo turno del Norgesmesterskapet: il Tromsø ha poi vinto la partita per 7-8 ai tiri di rigore.
Il 1º maggio successivo ha debuttato in campionato, in 1. divisjon: ha sostituito Morten Moldskred nel pareggio a reti inviolate arrivato in casa del Tromsdalen. Il 10 luglio 2014 ha giocato la prima partita nelle competizioni europee per club, quando è subentrato a Remi Johansen nella vittoria per 6-1 sul Santos Tartu, incontro valido per il primo turno di qualificazione all'Europa League. Al termine di quella stessa stagione, il Tromsø ha conquistato la promozione in Eliteserien.
Ingebrigtsen ha quindi esordito nella massima divisione norvegese in data 19 aprile 2015, scendendo in campo in luogo di Magnus Andersen nel pareggio per 1-1 contro il Lillestrøm. Il 26 aprile ha trovato la prima rete in squadra, nella vittoria per 0-2 sull'Aalesund.
Il 4 febbraio 2018, gli svedesi dell'IFK Göteborg hanno reso noto l'ingaggio di Ingebrigtsen, che si è legato al nuovo club con un contratto valido per i successivi tre anni e mezzo. Ha debuttato con questa casacca il 24 febbraio, nella sfida valida per la Svenska Cupen contro l'Öster sostituendo Sebastian Ohlsson. Il 19 aprile ha giocato invece la prima partita in Allsvenskan, subentrando a Tobias Hysén nella vittoria per 1-0 sul Dalkurd.
L'8 agosto 2018, Ingebrigtsen ha fatto ritorno al Tromsø a titolo definitivo: si è legato al club per i successivi tre anni e mezzo.

### Nazionale
A livello giovanile, Ingebrigtsen ha giocato per la Norvegia under 15, Under-16, Under-18, Under-19 e Under-21. Per quanto concerne quest'ultima selezione, il 3 novembre 2016 ha ricevuto la prima convocazione da parte del commissario tecnico Leif Gunnar Smerud in vista delle partite amichevoli da disputarsi contro Slovacchia e Repubblica Ceca, previste rispettivamente per il 12 ed il 15 novembre successivi: il carattere sperimentale delle due sfide ha fatto sì che le presenze dei calciatori impiegati non venissero conteggiate dalla federazione norvegese.
L'esordio vero e proprio è così arrivato il 24 febbraio 2017, quando è stato schierato titolare nella sconfitta per 3-1 subita dal Portogallo, in amichevole. Il 14 novembre 2017 ha disputato invece la prima partita nelle qualificazioni al campionato europeo Under-21 2019, subentrando a Birk Risa nella vittoria per 2-1 maturata in casa contro l'Irlanda.

## Statistiche

### Presenze e reti nei club
Statistiche aggiornate al 31 marzo 2022.
| Stagione       | Club          | Campionato    | Campionato | Campionato | Coppe nazionali | Coppe nazionali | Coppe nazionali | Coppe continentali | Coppe continentali | Coppe continentali | Supercoppe | Supercoppe | Supercoppe | Totale | Totale |
| Stagione       | Club          | Comp          | Pres       | Reti       | Comp            | Pres            | Reti            | Comp               | Pres               | Reti               | Comp       | Pres       | Reti       | Pres   | Reti   |
| -------------- | ------------- | ------------- | ---------- | ---------- | --------------- | --------------- | --------------- | ------------------ | ------------------ | ------------------ | ---------- | ---------- | ---------- | ------ | ------ |
| 2014           | Tromsø        | 1D            | 5          | 0          | CN              | 3               | 0               | UEL                | 1                  | 0                  | -          | -          | -          | 9      | 0      |
| 2015           | Tromsø        | ES            | 20         | 3          | CN              | 1               | 1               | -                  | -                  | -                  | -          | -          | -          | 21     | 4      |
| 2016           | Tromsø        | ES            | 24         | 3          | CN              | 5               | 1               | -                  | -                  | -                  | -          | -          | -          | 29     | 4      |
| 2017           | Tromsø        | ES            | 27         | 8          | CN              | 4               | 3               | -                  | -                  | -                  | -          | -          | -          | 31     | 11     |
| feb.-ago. 2018 | IFK Göteborg  | A             | 4          | 0          | CS              | 3               | 0               | -                  | -                  | -                  | -          | -          | -          | 7      | 0      |
| ago.-dic. 2018 | Tromsø        | ES            | 12         | 2          | CN              | -               | -               | -                  | -                  | -                  | -          | -          | -          | 12     | 2      |
| 2019           | Tromsø        | ES            | 10         | 1          | CN              | 2               | 1               | -                  | -                  | -                  | -          | -          | -          | 12     | 2      |
| 2020           | Tromsø        | 1D            | 21         | 7          | -               | -               | -               | -                  | -                  | -                  | -          | -          | -          | 21     | 7      |
| 2021           | Tromsø        | ES            | 6          | 0          | CN              | 2               | 2               | -                  | -                  | -                  | -          | -          | -          | 8      | 2      |
| Totale Tromsø  | Totale Tromsø | Totale Tromsø | 125        | 24         |                 | 17              | 8               |                    | 1                  | 0                  |            | -          | -          | 143    | 32     |
| 2022           | Odd           | ES            | 0          | 0          | CN              | 0               | 0               | -                  | -                  | -                  | -          | -          | -          | 0      | 0      |
| Totale         | Totale        | Totale        | 129        | 24         |                 | 20              | 8               |                    | 1                  | 0                  |            | -          | -          | 150    | 32     |

## Palmarès

### Club

#### Competizioni nazionali
- 1. divisjon: 1

Tromsø: 2020